# Michelle Shocked

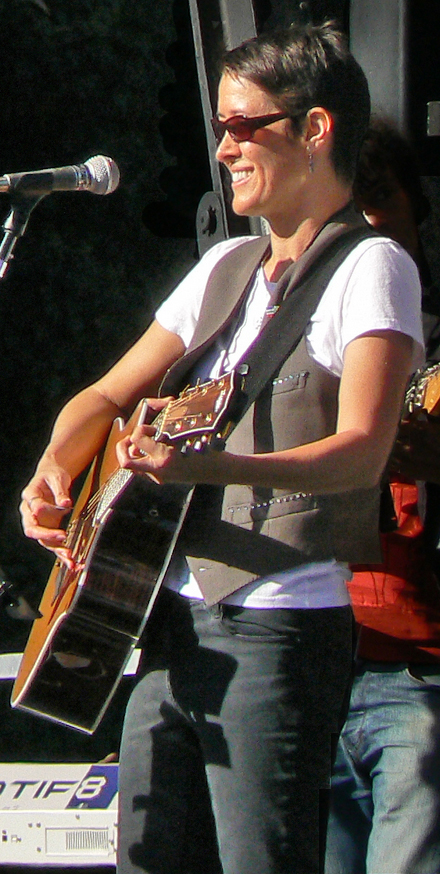
Michelle Shocked

Michelle Shocked (Dallas, 24 februari 1962), eigenlijk Karen Michelle Johnston, is een Amerikaanse singer-songwriter. In haar muziek en optredens klinkt, naast haar Texaanse afkomst en haar liefde voor Amerikaanse folkmuziek, ook een sterk politiek bewustzijn door.
De artiestennaam Michelle Shocked is een verwijzing naar de psychologische aandoening shell-shock.
Haar grootste hit in Nederland, Anchorage, is in een akoestische solo-uitvoering te vinden op de cd Het beste uit tien jaar Twee Meter Sessies.
Michelle is de oudere zus van de muzikant Max Johnston.

## Discografie
- The Texas Campfire Tapes (1986)
- Short Sharp Shocked (1988)
- Captain Swing (1989)
- Arkansas Traveler (1992)
- Kind Hearted Woman (1994)
- Artists Make Lousy Slaves (1996)
- Good News (1998)
- Deep Natural (2001)
- Dub Natural (2001)
- Don't Ask Don't Tell (2005)*
- Got No Strings (2005)*
- Mexican Standoff (2005)*
- ToHeavenURide (2007)
- Soul of My Soul (2009)

(* tezamen opnieuw uitgebracht in 2005 als 3cd onder de titel Threesome.)
- Bibsys: 7044880
- Bibliothèque nationale de France: cb13922513r (data)
- Gemeinsame Normdatei: 121892778
- International Standard Name Identifier: 0000 0000 7839 8021
- Library of Congress Control Number: n92004345
- MusicBrainz: e2f41b6e-7045-44e8-86bf-deee758532e2
- Nationale Bibliotheek van Tsjechië: xx0088905
- Nederlandse Thesaurus van Auteursnamen: 073589721
- Réseau des bibliothèques de Suisse occidentale: 02-A003828350
- SNAC: w6pt1f02
- Système universitaire de documentation: 129246301
- Virtual International Authority File: 85891855
- WorldCat: E39PBJkXBrXHf96m3dWCjtkVYP